# Algot Johansson (redare)
Erik Ivar "Algot" Johansson, född 11 oktober 1898 i Hammarland på Åland, död 11 februari 1986 i Mariehamn, var en åländsk skeppsredare.
Algot Johansson började arbeta som byggnadsarbetare i USA år 1922. Efter sex år återvände han till Åland och använde sitt sparade kapital för att köpa andelar i fartyg. År 1937 grundade han Rederi Ab Sally, som senare blev ett av Finlands största rederier. Han startade också Algots varv i Mariehamn och hade intressen i flera andra åländska företag. Han lämnade ledningen för sitt företag 1974. År 1958 tilldelades han kommerseråds titel. Ett minnesmärke över honom, skapat av konstnären Juha Pykäläinen, restes i Mariehamn 2003.